# إقليم لويزيانا
كان إقليم لويزيانا إقليمًا مدمجًا مُنْظَمًا للولايات المتحدة وقد كان موجودًا في الفترة من 4 يوليو 1805 وحتى 4 يونيو 1812، عندما تمت إعادة تسميته باسم إقليم ميسوري. تشكّلت الأراضي من منطقة لويزيانا، الذي تألفت من جزء صفقة لويزيانا بشمال خط العرض 33 (والذي هو الآن في خط الولاية أركنساس - لويزيانا).

## الخلفية
في المؤتمر الثامن للولايات المتحدة في 26 مارس عام 1804، صدر تشريع بعنوان «العمل في نصب لويزيانا إلى منطقتين، وينص على الحكومة المؤقتة منها»، الذي أنشأ إقليم أورليانز ومقاطعة لويزيانا كما نظم دمج أراضي الولايات المتحدة. وفيما يتعلق بمقاطعة لويزيانا، فإن هذا القانون الأساسي، الذي دخل حيز التنفيذ في 1 أكتوبر 1804، يشرح بالتفصيل سلطة الحاكم والقضاة في إقليم إنديانا لتوفير ولاية قضائية مدنية مؤقّتة على المنطقة الواسعة.

## التأسيس
في 3 مارس 1805، أصدر الكونغرس تشريعات حولت مقاطعة لويزيانا إلى إقليم لويزيانا، اعتبارًا من 4 يوليو 1805.

## الحدود
تضمن إقليم لويزيانا جميع الأراضي التي حصلت عليها الولايات المتحدة في عملية شراء لويزيانا شمال خط العرض 33. كانت الحدود الشرقية للشراء، نهر المسيسيبي، بمثابة الحد الشرقي للمنطقة. غير أن حدودها الشمالية والغربية غير محددة وظلت كذلك طوال وجودها. تم تعيين الحدود الشمالية مع أراضي بريطانيا من أراضي روبرتس لاند بموجب معاهدة عام 1818، كما تم تحديد الحدود الغربية مع الوالي الأسباني لإسبانيا الجديدة بموجب معاهدة آدمز-أونيس لعام 1819.

## التقسيمات
كان لإقليم لويزيانا خمسة أقسام: منطقة سانت لويس، ومنطقة سانت تشارلز، ومقاطعة سانت جينيفيف، ومنطقة كيب جيراردو، ومنطقة مدريد الجديدة. وفي عام 1806، أنشأ المجلس التشريعي الإقليمي مقاطعة أركنساس من الأراضي التي تنازلت عنها أمة الأوساج.[بحاجة لمصدر]

## الحكومة
كانت العاصمة الإقليمية سانت لويس.
تم تعيين جيمس ويلكنسون من قبل الرئيس توماس جفرسون كأول حاكم إقليمي. شغل ويلكنسون في وقت واحد منصب ضابط أول في جيش الولايات المتحدة. كان ميريويذر لويس (1807-1809) الثاني فيما كان ويليام كلارك (1813-1820) حاكم الإقليم الرابع والأخير.[بحاجة لمصدر]

## إعادة تسمية
في 4 يونيو 1812، سنَّ الكونغرس الأمريكي الثاني عشر تشريعًا أعاد تسمية إقليم لويزيانا بإقليم ميسوري، وذلك لتجنّب الخلط مع ولاية لويزيانا التي تم قبولها مؤخرًا.

## روابط خارجية
- لويزيانا: الاستكشافات الأوروبية وشراء لويزيانا من مكتبة الكونغرس